# Oliver (Schimpanse)
Oliver (* ca. 1958; † 2. Juni 2012) war ein Schimpanse, der durch sein menschliches Aussehen und seinen aufrechten Gang bekannt wurde. Es gab Spekulationen, Oliver könnte eine Kreuzung aus Mensch und Schimpanse oder der Missing Link zwischen beiden Arten sein. 
Oliver fiel durch seine menschenähnliche Schädelform auf. Er war glatzköpfig, hatte für einen Schimpansen ungewöhnlich spitze Ohren und einen nur wenig hervorstehenden Mund. Er lebte in Blackwood bei dem Dresseurpaar Janet und Frank Burger, die ihn als Jungtier von Händlern aus der Kongo-Region erworben hatten. Sozial war er nur an Menschen, nicht an anderen Schimpansen interessiert. Er mochte es, Kaffee zu trinken und fernzusehen. 1976 hatte für ihn und seine Pflegeeltern das große Medieninteresse unter anderem weltweit Auftritte bei entsprechenden Veranstaltungen zur Folge. Eine vorläufige genetische Analyse ergab, dass er 47 Chromosomen haben könnte und so genau zwischen Mensch und Schimpanse stehen würde. Seit 1996 lebte er im Tierasyl Primarily Primates. Spätere Untersuchungen ergaben, dass Oliver 48 Chromosomen hatte und ein in genetischer Hinsicht völlig normaler Gemeiner Schimpanse war.

## Nachweise
1. 1 2  Shreeve, James: Oliver's Travels, The Atlantic, Oktober 2003
2. ↑  Primarily Primates Online